# Herrnmühle (Kirchenpingarten)
Herrnmühle ist ein Gemeindeteil der Gemeinde Kirchenpingarten im Landkreis Bayreuth (Oberfranken, Bayern). Herrnmühle liegt in der Gemarkung Lienlas.

## Geografie
Die Einöde liegt an der Haidenaab und am Kaltenbach, der dort als linker Zufluss in die Haidenaab mündet. Die übrigen Flächen bestehen aus Acker- und Grünland. Eine Anliegerstraße führt die Staatsstraße 2177 kreuzend nach Fuchsendorf (0,8 km nördlich).

## Geschichte
Mit dem Gemeindeedikt wurde Herrnmühle dem 1808 gebildeten Steuerdistrikt Fuchsendorf und der 1818 gebildeten Ruralgemeinde Lienlas zugewiesen. Am 1. Januar 1972 wurde Herrnmühle nach Kirchenpingarten eingemeindet.

## Einwohnerentwicklung
| Jahr      | 001824 | 001861 | 001871 | 001885 | 001900 | 001925 | 001950 | 001961 | 001970 | 001987 |
| Einwohner | 4      | 11     | 10     | 13     | 8      | 16     | 6      | 8      | 7      | 4      |
| Häuser    | 2      |        |        | 2      | 2      | 2      | 2      | 2      |        | 2      |
| Quelle    | [ 6 ]  | [ 9 ]  | [ 10 ] | [ 11 ] | [ 12 ] | [ 13 ] | [ 14 ] | [ 15 ] | [ 16 ] | [ 1 ]  |

## Religion
Herrnmühle ist römisch-katholisch geprägt und nach St. Jakobus der Ältere (Kirchenpingarten) gepfarrt. Bei der Herrnmühle steht eine Marter des Jahres 1876.